# Szewce (powiat sandomierski)
Szewce – wieś w Polsce położona w województwie świętokrzyskim, w powiecie sandomierskim, w gminie Samborzec.

## Historia
Wieś po raz pierwszy raz wymieniona została w XIII wieku. Należała do uposażenia opactwa cystersów w Koprzywnicy. W lipcu 1279 r. jako "Seucy" wymienił ją biskup firmański Filip de Casate, w latach 1278-1282 legat papieski na Węgrzech i w Polsce, w łacińskim dokumencie wystawionym w Budzie na Węgrzech, który potwierdzał opatowi klasztoru cystersów w Koprzywnicy prawo do pobierania dziesięciny z szeregu polskich wsi, w tym między innymi z Szewców. 
Wieś administracyjnie leżała w województwie sandomierskim  w ostatniej ćwierci XVI wieku. W latach 1975–1998 miejscowość należała administracyjnie do województwa tarnobrzeskiego.
Miejscowa ludność katolicka przynależy do Parafii św. Jana Chrzciciela w Skotnikach.
Przez miejscowość przebiega droga krajowa nr 79 z Krakowa do Sandomierza.
Pierwotnie wieś założono jako osadę dla zakonu Duchaków, którzy opiekowali się kościołem i szpitalem Św. Ducha w Sandomierzu.

## Dawne części wsi – obiekty fizjograficzne
W latach 70. XX wieku przyporządkowano i opracowano spis lokalnych części integralnych dla Szewc zawarty w tabeli 1.

| Nazwa wsi – miasta   | Nazwy części wsi – miasta | Nazwy obiektów fizjograficznych – charakter obiektu |
| -------------------- | ------------------------- | --- |
| I. Gromada SAMBORZEC |                           | |
| 1. Szewce            |                           | 1. Cicha – łąka 2. Duża Góra – wzniesienie, winnica 3. Dworskie – pole 4. Góry – pole 5. Grąbki – nieużytki 6. Kolasza – wąwóz, droga, pole 7. Komorniki – pole 8. Koszary – łąka 9. Leszczyny – nieużytki, doły 10. Na Dole – pole 11. Na Dużej Górce – łąka 12. Na Dużym Dole – łąka 13. Ogarle – łąka 14. Zaogrodzie – łąka |